# Uncomplicated Firewall
Uncomplicated Firewall (ufw) es un cortafuegos diseñado para ser de fácil uso desarrollado por Ubuntu. Utiliza la línea de comandos para configurar las iptables usando un pequeño número de comandos simples.
Ufw está escrito en python y es un programa para GNU/Linux.

## Interfaz gráfica

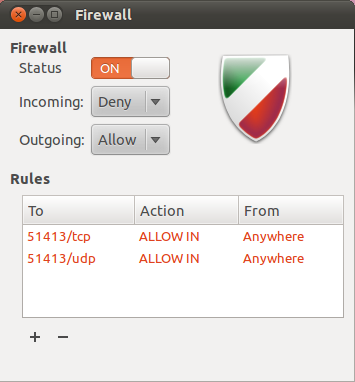

Gufw es una interfaz gráfica de usuario para el ufw.

## Uso de la línea de comando
Comandos de línea usados en Uncomplicated Firewall
| Función                                               | Comando                                           | Comentario |
| ----------------------------------------------------- | ------------------------------------------------- | --- |
| Enciende el firewall                                  | sudo ufw enable                                   | |
| Apaga el firewall                                     | sudo ufw disable                                  | |
| Muestra estatus                                       | sudo ufw status                                   | |
| Muestra estatus detallado                             | sudo ufw status verbose                           | |
| Muestra Lista de Reglas Numerada                      | sudo ufw status numbered                          | |
| Bloquea todo el tráfico de entrada                    | sudo ufw default deny incoming                    | Esto detendrá por omisión todo el tráfico entrante LAN desde Internet a menos que se especifique lo contrario en una regla                 |
| Permite todo el tráfico de entrada                    | sudo ufw default allow incoming                   | Esto permitirá por omisión todo el tráfico entrante LAN a menos que se especifique lo contrario en una regla                               |
| Bloquea todo el tráfico saliente                      | sudo ufw default deny outgoing                    | Esto detendrá por omisión todo el tráfico saliente hacia Internet LAN a menos que se especifique lo contrario en una regla                 |
| Permite todo el tráfico saliente                      | sudo ufw default allow outgoing                   | Esto permitirá por omisión todo el tráfico saliente hacia Internet LAN a menos que se especifique lo contrario en una regla                |
| Bloquea el puerto 22                                  | sudo ufw deny 22                                  | Esto detendrá a cualquiera en Internet que intente conectarse a dispositivos en el LAN usando SSH                                          |
| Permite el puerto 22                                  | sudo ufw allow 22                                 | Esto permitirá a cualquiera en Internet conectarse a dispositivos en el LAN usando SSH                                                     |
| Bloquea el puerto 22 solo para una persona específica | sudo ufw deny from 220.60.90.55 to any port 22    | Esto detendrá a la dirección IP 220.60.90.55 conectarse a dispositivos en el LAN usando SSH                                                |
| Permite el puerto 22 solo para una persona específica | sudo ufw allow from 220.60.90.55 to any port 22   | Esto permitirá a la dirección IP 220.60.90.55 conectarse a dispositivos en el LAN usando SSH                                               |
| Bloquea el puerto 22 solo para una red específica     | sudo ufw deny from 220.60.90.0/24 to any port 22  | Esto detendrá a cualquiera usando una dirección IP en el rango 220.60.90.1 - 220.60.90.254 conectarse a dispositivos en el LAN usando SSH  |
| Permite el puerto 22 solo para una red específica     | sudo ufw allow from 220.60.90.0/24 to any port 22 | Esto permitirá a cualquiera usando una dirección IP en el rango 220.60.90.1 - 220.60.90.254 conectarse a dispositivos en el LAN usando SSH |
| Bloquea el puerto 53 en el UDP                        | sudo ufw deny 53/udp                              | Esto detendrá a cualquiera en Internet usando un DNS buscar dispositivos en el LAN                                                         |
| Permite el puerto 53 en el UDP                        | sudo ufw allow port 53/udp                        | Esto permitirá a cualquiera en Internet hacer transacciones DNS sobre dispositivos en el LAN                                               |
| Permite un rango de puertos TCP                       | sudo ufw allow 2500:5000/tcp                      | Esto permitirá a cualquiera en Internet comunicarse a cualquier puerto en el rango 2500 - 5000 en dispositivos en el LAN                   |
| Elimina un número de regla                            | sudo ufw delete 1                                 | Esto borrará la primera regla en la lista de reglas                                                                                        |